# Léon Aernaudts
Léon Aernaudts est un footballeur international belge né le 10 août 1918 à Bergen op Zoom (Pays-Bas) et mort le 20 novembre 1992.
Il a fait toute sa carrière comme défenseur au Royal Berchem Sport. Il a joué 20 fois en équipe nationale de 1947 à 1950.

## Palmarès
- International belge A de 1947 à 1950 (20 sélections)
- Vice-champion de Belgique en 1949, 1950 et 1951 avec le Royal Berchem Sport